# Sekili, Birecik
Sekili là một xã thuộc huyện Birecik, tỉnh Şanlıurfa, Thổ Nhĩ Kỳ. Dân số thời điểm năm 2011 là 171 người.